# Seljord (gemeente)
Seljord is een gemeente in de provincie Telemark in Noorwegen.
Omliggende gemeenten zijn in het noorden Rjukan, in het oosten Notodden en in het westen Tokke. Dichtstbijzijnde grote steden zijn Skien en Porsgrunn. De gemeente telde 2979 inwoners in januari 2017.
Bezienswaardig zijn het Telemarkkanaal dat ten zuiden van Seljord ligt en de Hardangervidda in het noorden.
Het wapen van Seljord bevat de afbeelding van een zeeslang, de Seljordsormen genaamd. Dit mythische wezen zou volgens de folklore in het meer bij Seljord (het Seljordsvatnet) huizen.

## Plaatsen in de gemeente
- Seljord
- Flatdal
- Åmotsdal

Bamble · Drangedal · Fyresdal · Hjartdal · Kragerø · Kviteseid · Midt-Telemark · Nissedal · Nome · Notodden · Porsgrunn · Seljord · Siljan · Skien · Tinn · Tokke · Vinje